# لیزا ون خینکن
لیزا ون خینکن (به انگلیسی: Lisa van Ginneken) (زاده ۲۸ ژوئن ۱۹۷۲) سیاستمدار هلندی است. او عضو حزب سوسیال لیبرال دموکرات است.
او یک زن ترنس است.
او عضو حزب سوسیال لیبرال دموکرات و عضو پارلمان هلند است. او ابتدا به عنوان یک توسعه دهنده نرم‌افزار کار کرد. او در سال ۲۰۱۷ به عنوان رئیس سازمان ترانسویزی انتخاب شد و پس از انتخابات عمومی سال ۲۰۲۱ به عضویت پارلمان هلند درآمد. ون خینکن اولین فرد تراجنسیتی است که برای عضویت در مجلس نمایندگان هلند انتخاب شد، او در پارلمان سخنگوی حزب خود در زمینه فناوری اطلاعات، حریم خصوصی، قوانین خانواده و تحرک است.